# Пишкиниды
Пишкиниды — династия маликов, правивших в 1155—1231 годах на северо-западе Ирана, в Ахаре и на прилегающих территориях, в качестве вассалов Шаддадидов из Аррана. Её основателем стал грузинский дворянин, взятый в плен сельджукским султаном Алп-Арсланом во время похода в Грузию в 1068 году. Династия Пишкинидов пала в результате войны с последним хорезмшахом Джелал ад-Дином в 1225—1231 годах. Два последних её представителя чеканили собственную монету, помещая на ней свои имена рядом с именами халифа и атабека из династии Ильдегизидов.
Принадлежавшему к этой династии малику Носрат-ал-Дин Бискин бин Мохаммаду посвятил свою поэму «Искандер-наме», написанную между 1194 и 1202 годами, Низами Гянджеви.